# Ettore Maria Margadonna
Ettore Maria Margadonna est un journaliste et un scénariste italien né le 30 novembre 1893 à Palena dans la région des Abruzzes (Italie) et mort le 28 octobre 1975 à Rome (Italie).

## Biographie
Diplômé en économie, Ettore Maria Margadonna commence sa carrière comme journaliste et critique de cinéma, collaborant à plusieurs revues, dont La Rivista della Cooperazione, Comœdia et L'Illustrazione Italiana,. En 1932, il déménage brièvement à Berlin, où il s'intéresse notamment au théâtre allemand. En 1935, il retourne en Italie et à partir de 1937 se consacre totalement à l'écriture de scénarios pour le cinéma italien.
Après la guerre, il devient rédacteur en chef de Avanti!. En 1959, il est administrateur délégué de Cinecittà.

## Filmographie
- 1937 : Gli uomini non sono ingrati (it) de Guido Brignone
- 1937 : Le Féroce Saladin de Mario Bonnard
- 1938 : Stella del mare (it) de Corrado D'Errico
- 1938 : L'argine (it) de Corrado D'Errico
- 1938 : Tutta la vita in una notte (it) de Corrado D'Errico
- 1938 : Pietro Micca de Aldo Vergano
- 1939 : Torna caro ideal (it) de Guido Brignone
- 1939 : Retroscena de Alessandro Blasetti
- 1939 : Animali pazzi de Carlo Ludovico Bragaglia
- 1939 : Diamanti de Corrado D'Errico
- 1939 : I figli del marchese Lucera (it) de Amleto Palermi
- 1940 : Incanto di mezzanotte de Mario Baffico
- 1940 : Mare (it) de Mario Baffico
- 1941 : L'allegro fantasma de Amleto Palermi
- 1942 : Malombra de Mario Soldati
- 1942 : Colpi di timone (it)  de Gennaro Righelli
- 1942 : Son enfant (it) de Ferdinando Maria Poggioli
- 1943 : La storia di una capinera (it) de Gennaro Righelli
- 1943 : Sant'Elena, piccola isola de Umberto Scarpelli et Renato Simoni
- 1943 : La danza del fuoco (it) de Giorgio Simonelli
- 1943 : Tempesta sul golfo (it)  de Gennaro Righelli
- 1946 : Le Bandit de Alberto Lattuada
- 1947 : Fumerie d'opium de Raffaello Matarazzo
- 1947 : Ultimo amore de Luigi Chiarini
- 1948 : Sous le soleil de Rome de Renato Castellani
- 1948 : Sans pitié de Alberto Lattuada
- 1951 : Le Capitaine noir de Giorgio Ansoldi et Alberto Pozzetti
- 1952 : Les hommes ne regardent pas le ciel de Umberto Scarpelli
- 1952 : Deux Sous d'espoir (Due soldi di speranza) de Renato Castellani
- 1953 : Il conte di Sant'Elmo de Guido Brignone
- 1953 : La cavallina storna (it) de Giulio Morelli
- 1953 : Rivalità de Giuliano Biagetti
- 1953 : Pain, Amour et Fantaisie de Luigi Comencini
- 1953 : La Valise des songes de Luigi Comencini
- 1953 : Le Chemin de l'espérance de Dino Risi
- 1954 : Pain, Amour et Jalousie de Luigi Comencini
- 1955 : Pain, amour, ainsi soit-il de Dino Risi
- 1955 : La Belle de Rome de Luigi Comencini
- 1958 : Tuppe tuppe, Marescià! (it) de Carlo Ludovico Bragaglia
- 1958 : Pan, amor y Andalucía (es) de Javier Setó
- 1958 : Anna de Brooklyn de Vittorio De Sica et Carlo Lastricati (it)
- 1959 : Il moralista de Giorgio Bianchi
- 1960 : Gastone de Mario Bonnard
- 1962 : Peccati d'estate (it) de Giorgio Bianchi et Gino Brosio
- 1962 : Il monaco di Monza de Sergio Corbucci

## Nominations
- Oscars du cinéma 1955 : Oscar de la meilleure histoire originale pour Pain, Amour et Fantaisie